# Mortis causa
Mortis causa és una expressió llatina que s'utilitza en Dret per referir-se a aquells actes jurídics que es produeixen o tenen efecte després de la defunció d'una persona. L'expressió literal significa "per causa de mort", és a dir, que té la causa en la defunció d'una persona.
S'oposa a l'acte jurídic inter vivos producte de la voluntat de dues o més persones vives.
Actes negocials típics amb caràcter mortis causa són els relatius a la successió, per exemple, el testament, la declaració d'hereus en cas de no existir testament, la posterior acceptació de l'herència del causant i el repartiment de la massa hereditària o cabal relicte entre els hereus.